# Sciapus difficilis
Sciapus difficilis är en tvåvingeart som först beskrevs av Octave Parent 1932.  Sciapus difficilis ingår i släktet Sciapus och familjen styltflugor. Inga underarter finns listade i Catalogue of Life.